# Theillement
Theillement es una comuna delegada francesa situada en el departamento de Eure, de la región de Normandía.

## Historia
Theillement era una comuna francesa que el uno de enero de 2017 pasó a ser una comuna delegada de la comuna nueva de Thénouville al fusionarse con la comuna de Bosc-Renoult-en-Roumois.
El uno de enero de 2018 pasó a ser una comuna delegada de la comuna nueva de Thénouville al fusionarse con las comunas de Bosc-Renoult-en-Roumois y Touville.

## Demografía
| Gráfica de evolución demográfica de Theillement entre 1800 y 2013 |
|                                                                   |

Los datos demográficos contemplados en este gráfico de la comuna de Theillement se han cogido de 1800 a 1999 de la página francesa EHESS/Cassini, y los demás datos de la página del INSEE.